# Bafaw (peuple)
Pour les articles homonymes, voir Bafaw.
Les Bafaw sont une population de langue bantoue vivant au Cameroun dans la Région du Sud-Ouest. Dans le département de la Meme, ils sont présents principalement dans une dizaine de localités, telles que Kokobuma, Kombone Bafaw, Dikomi, Kurume, Bolo, Ikiliwindi, Mambanda, Kumba, Dieka Bafaw ou Njanga. Ils sont proches des Balong.
En 1983, leur nombre a été estimé à 10 000. Barbara F. Grimes, qui tend à considérer les Bafaw et les Balong comme un groupe homogène, avance le nombre de 8 400 pour l'ensemble, mais d'autres travaux restent prudents à l'égard de cette hypothèse.
Leur chef suprême (Nfon) est Ekoko Mukete, fils de Victor Mukete.

## Ethnonymie

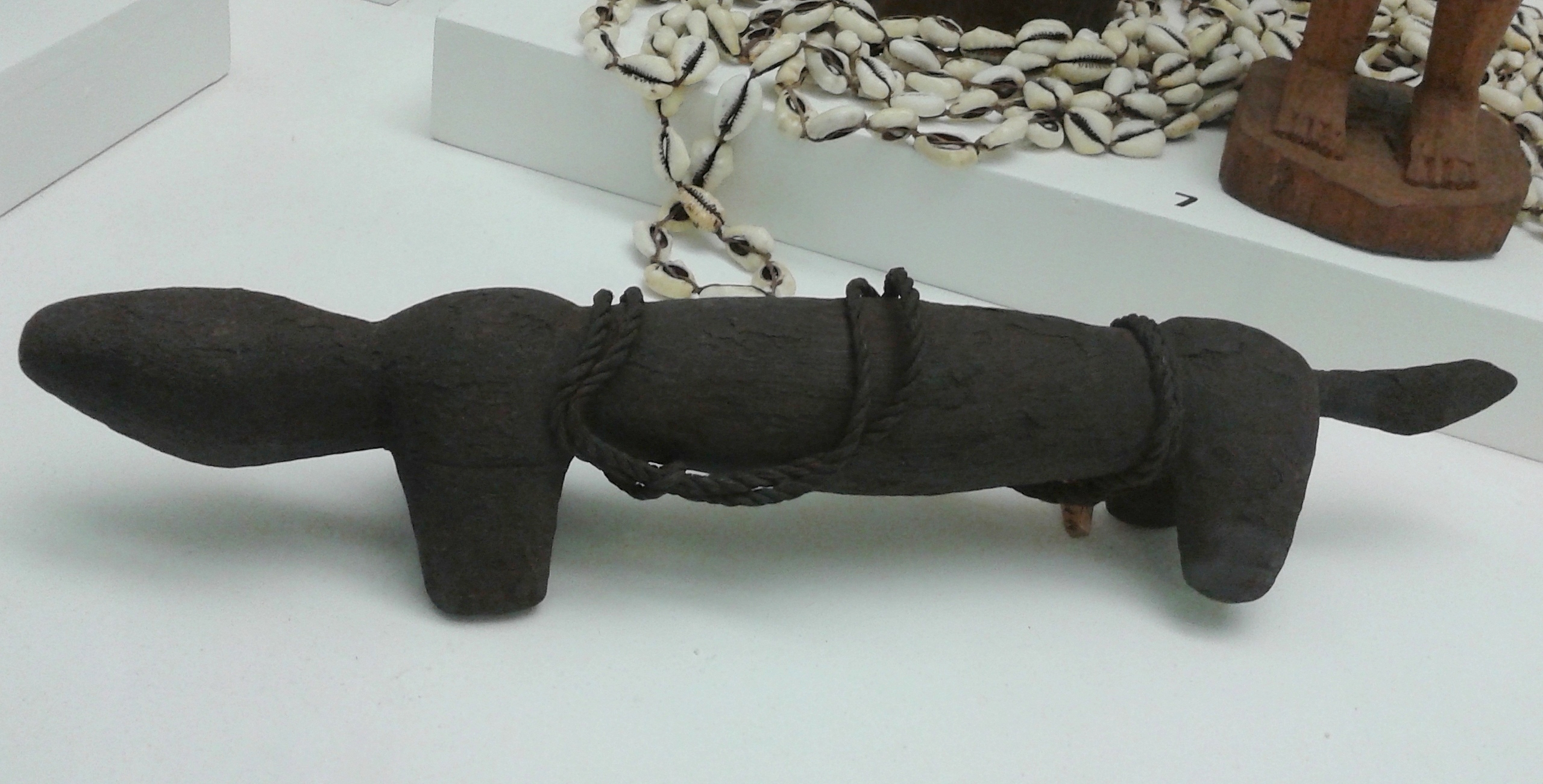
Statuette d'animal utilisée comme oracle par les Bafaw.

Selon les sources et le contexte, on observe différentes formes : Afo, Bafo, Bafowu, Fo, Lefo, Nho.

## Langue
Leur langue est le bafaw, un dialecte du groupe bafaw-balong.